# Bạch Đằng (phường)
Bạch Đằng là một phường thuộc thành phố Hải Phòng, Việt Nam.

## Địa lý
Phường Bạch Đằng có vị trí địa lý:
- Phía đông giáp và phía bắc giáp tỉnh Quảng Ninh với ranh giới tự nhiên là sông Bạch Đằng.
- Phía tây giáp phường Lưu Kiếm.
- Phía nam giáp các phường Hòa Bình và phường Nam Triệu.

## Lịch sử
Trước năm 1945, tổng Dưỡng Động gồm có 3 xã: Dưỡng Động, Tràng Kênh, Gia Đức (trước thời Nguyễn sách chép là Gia Đước). Cuối năm 1945, thành lập xã Minh Tân trên cơ sở các làng Dưỡng Động, Tràng Kênh, Gia Đức (Gia Đước) thuộc tổng Dưỡng Động.
Sau năm 1945, thành lập xã Minh Tân trên cơ sở tổng Dưỡng Động.
Cuối năm 1956, chia xã Minh Tân thành xã Minh Tân (làng Dưỡng Động) với 5 thôn: Lê Lợi, Quang Trung, Trần Phú, Hồng Thạch, Minh Khai và xã Minh Đức (làng Tràng Kênh – Gia Đức).
Ngày 27 tháng 10 năm 1962, Quốc hội ban hành Nghị quyết về việc sáp nhập tỉnh Kiến An vào thành phố Hải Phòng. Khi đó, xã Minh Tân thuộc huyện Thủy Nguyên, thành phố Hải Phòng.
Ngày 15 tháng 7 năm 1983, Hội đồng Bộ trưởng ban hành Quyết định số 78-HĐBT về việc thành lập xã Gia Minh và xã Gia Đức trên cơ sở vùng kinh tế Gia Minh.
Ngày 24 tháng 10 năm 2024, Ủy ban Thường vụ Quốc hội ban hành Nghị quyết số 1232/NQ-UBTVQH15 về việc sắp xếp đơn vị hành chính cấp huyện, cấp xã của thành phố Hải Phòng giai đoạn 2023 – 2025 (nghị quyết có hiệu lực từ ngày 1 tháng 1 năm 2025). Theo đó, thành lập xã Bạch Đằng trên cơ sở toàn bộ 8,64 km² diện tích tự nhiên, quy mô dân số là 4.596 người của xã Gia Minh; toàn bộ 9,97 km² diện tích tự nhiên, quy mô dân số là 6.481 người của xã Gia Đức và toàn bộ 12,32 km² diện tích tự nhiên, quy mô dân số là 12.507 người của xã Minh Tân.
Xã Bạch Đằng có 30,93 km² diện tích tự nhiên và quy mô dân số là 23.584 người.
Ngày 16 tháng 6 năm 2025, Ủy ban Thường vụ Quốc hội bàn hành Nghị quyết sắp xếp các đơn vị hành chính cấp xã thuộc thành phố Hải Phòng năm 2025. Theo đó, sắp xếp toàn bộ diện tích tự nhiên, quy mô dân số của phường Minh Đức, xã Bạch Đằng và phường Phạm Ngũ Lão thành phường mới có tên gọi là phường Bạch Đằng.
Căn cứ theo đề án sắp xếp đơn vị hành chính cấp xã của thành phố Hải Phòng năm 2025, phường Bạch Đằng được thành lập từ:
- Toàn bộ diện tích tự nhiên là 16,12 km², quy mô dân số là 13.240 người của phường Minh Đức;
- Toàn bộ diện tích tự nhiên là 6,44 km², quy mô dân số là 14.614 người của phường Phạm Ngũ Lão;
- Toàn bộ diện tích tự nhiên là 30,93 km², quy mô dân số là 23.779 người của xã Bạch Đằng.

Phường Bạch Đằng có diện tích tự nhiên là 53,49km2 (đạt 972,55% so với quy định), quy mô dân số là 51.633 người (đạt 114,74% so với quy định).
Về tên gọi, phường lấy tên gọi Bạch Đằng gắn với di tích Bạch Đằng Giang, nơi diễn ra 3 trận thủy chiến lịch sử chống quân xâm lược, gắn với tên tuổi các bậc anh hùng dân tộc: Ngô Quyền, Lê Đại Hành và Trần Hưng Đạo. Nơi đây cũng là nơi có sông Bạch Đằng chảy qua.

## Danh thắng
- Quần thể di tích - danh thắng Tràng Kênh